# Dżammasa Udajjat
Dżammasa Udajjat (arab. جماسة عديات) – miejscowość w Syrii, w muhafazie Hama. W 2004 roku liczyła 8337 mieszkańców.